# Чемпіонат світу з фехтування 2022
Чемпіонат світу з фехтування 2022 року пройшов у Каїрі, Єгипет, з 15 по 23 липня під егідою Міжнародної федерації фехтування. На турнірі було розіграно 12 комплектів нагород: в індивідуальній та командній першостях із фехтування на шпагах, рапірах та шаблях серед чоловіків та жінок.

## Розклад[1]
| ● | Церемонія відкриття | ● | Кваліфікація | ● | Фінали | ● | Церемонія закриття |

| Липень               | Липень               | 15       | 16       | 17       | 18       | 19       | 20       | 21       | 22       | 23       | Загалом |
| -------------------- | -------------------- | -------- | -------- | -------- | -------- | -------- | -------- | -------- | -------- | -------- | ------- |
| Церемонії            | Церемонії            |          |          |          | ●        |          |          |          |          | ●        |         |
| Індивідуальна рапіра | Індивідуальна рапіра |          | Жінки    | Чоловіки |          | Жінки    | Чоловіки |          |          |          | 2       |
| Індивідуальна шпага  | Індивідуальна шпага  | Жінки    | Чоловіки |          | Жінки    | Чоловіки |          |          |          |          | 2       |
| Індивідуальна шабля  | Індивідуальна шабля  | Чоловіки |          | Жінки    | Чоловіки |          | Жінки    |          |          |          | 2       |
| Командна рапіра      | Командна рапіра      |          |          |          |          |          |          |          | Жінки    | Чоловіки | 2       |
| Командна шпага       | Командна шпага       |          |          |          |          |          |          | Жінки    | Чоловіки |          | 2       |
| Командна шабля       | Командна шабля       |          |          |          |          |          |          | Чоловіки |          | Жінки    | 2       |
| Загалом              | Загалом              | 0        | 0        | 0        | 2        | 2        | 2        | 2        | 2        | 2        | 12      |

## Медальний залік
*   Країна-господарка ( Єгипет)
| Місце                | Країна               | Золото | Срібло | Бронза | Загалом |
| -------------------- | -------------------- | ------ | ------ | ------ | ------- |
| 1                    | Франція              | 4      | 2      | 2      | 8       |
| 2                    | Південна Корея       | 3      | 0      | 0      | 3       |
| 3                    | Італія               | 2      | 4      | 2      | 8       |
| 4                    | Угорщина             | 2      | 1      | 0      | 3       |
| 5                    | Японія               | 1      | 1      | 2      | 4       |
| 6                    | США                  | 0      | 2      | 2      | 4       |
| 7                    | Азербайджан          | 0      | 1      | 0      | 1       |
| 7                    | Німеччина            | 0      | 1      | 0      | 1       |
| 9                    | Гонконг              | 0      | 0      | 2      | 2       |
| 9                    | Румунія              | 0      | 0      | 2      | 2       |
| 11                   | Іспанія              | 0      | 0      | 1      | 1       |
| 11                   | Бельгія              | 0      | 0      | 1      | 1       |
| 11                   | Греція               | 0      | 0      | 1      | 1       |
| 11                   | Грузія               | 0      | 0      | 1      | 1       |
| 11                   | Польща               | 0      | 0      | 1      | 1       |
| 11                   | Україна              | 0      | 0      | 1      | 1       |
| Загалом (16 збірних) | Загалом (16 збірних) | 12     | 12     | 18     | 42      |

## Призери

### Чоловіки
| Дисципліна           | Золото                                                            | Срібло                                                                     | Бронза                                                             |
| -------------------- | ----------------------------------------------------------------- | -------------------------------------------------------------------------- | ------------------------------------------------------------------ |
| Індивідуальна шпага  | Ромен Каннон Франція                                              | Кадзуясу Мінобе Японія                                                     | Нейссер Лойола БельгіяІгор Рейзлін Україна                         |
| Командна шпага       | Франція Александр Бардене Яннік Борель Ромен Каннон Алекс Фава    | Італія Габріеле Чіміні Давіде ді Веролі Андреа Сантареллі Федеріко Вісмара | Японія Кокі Кано Рю Мацумото Кадзуясу Мінобе Масару Ямада          |
| Індивідуальна рапіра | Енцо Лефор Франція                                                | Томмазо Маріні Італія                                                      | Чхьон Кха Лонг ГонконгНік Іткін США                                |
| Командна рапіра      | Італія Гійом Б'янкі Алессіо Фоконі Даніеле Гароццо Томмазо Маріні | США Чейз Еммер Нік Іткін Александер Массіалас Герек Мейнгардт              | Франція Максімільєн Шастане Енцо Лефор П'єр Лойсель Александр Сідо |
| Індивідуальна шабля  | Арон Сіладьї Угорщина                                             | Максім П'янфетті Франція                                                   | Юліан Теодосіу РумуніяСандро Базадзе Грузія                        |
| Командна шабля       | Південна Корея Ку Бон Гіль Кім Джон Хван Кім Джун Хо О Сан Ук     | Угорщина Тамаш Дечі Чанад Гемеші Андраш Сатмарі Арон Сіладьї               | Італія Лука Куратолі Мікель Галло Луїджі Самеле П'єтро Торре       |

### Жінки
| Дисципліна           | Золото                                                                 | Срібло                                                                  | Бронза                                                                                     |
| -------------------- | ---------------------------------------------------------------------- | ----------------------------------------------------------------------- | ------------------------------------------------------------------------------------------ |
| Індивідуальна шпага  | Сон Се Ра Південна Корея                                               | Александра Ндоло Німеччина                                              | Росселла Ф'ямінго ІталіяВівіан Конг Гонконг                                                |
| Командна шпага       | Південна Корея Чхве Ін Джон Кан Йон Мі Лі Хе Ін Сон Се Ра              | Італія Росселла Ф'ямінго Федеріка Ізола Мара Наваррія Альберта Сантуччо | Польща Рената Кнапік-Мязґа Магдалена Павловська Каміла Питка Мартина Сватовська-Венґлярчик |
| Індивідуальна рапіра | Ізаора Тібус Франція                                                   | Аріанна Ерріго Італія                                                   | Лі Кіфер СШАМарія Болдор Румунія                                                           |
| Командна рапіра      | Італія Аріанна Ерріго Мартіна Фаваретто Франческа Палумбо Аліче Вольпі | США Жаклін Дубровіч Лі Кіфер Зандер Роудс Мая Вейнтрауб                 | Франція Аніта Блаз Солен Бутріль Полін Ранв'є Ізаора Тібус                                 |
| Індивідуальна шабля  | Місакі Емура Японія                                                    | Анна Башта Азербайджан                                                  | Арачелі Наварро ІспаніяДеспіна Георгіаду Греція                                            |
| Командна шабля       | Угорщина Шугар Катінка Баттаї Рената Катона Ліза Пустай Луца Сюч       | Франція Сара Бальцер Сара Нуча Анна Пупіне Каролін Керолі               | Японія Місакі Емура Шіхомі Фукушіма Канае Кобіяші Сері Одзакі                              |

## Виступ українських спортсменів

### Чоловіки
Особисті змагання
| Спортсмен                          | Вид зброї            | № посіву | Груповий етап               | Раунд 1/128                                 | Раунд 1/64                                    | Раунд 1/32                                 | Раунд 1/16                              | Раунд 1/8                               | Чвертьфінал                            | Півфінал                                 | Фінал            | Місце |
| Спортсмен                          | Вид зброї            | № посіву | Груповий етап               | Суперник Рахунок                            | Суперник Рахунок                              | Суперник Рахунок                           | Суперник Рахунок                        | Суперник Рахунок                        | Суперник Рахунок                       | Суперник Рахунок                         | Суперник Рахунок | Місце |
| ---------------------------------- | -------------------- | -------- | --------------------------- | ------------------------------------------- | --------------------------------------------- | ------------------------------------------ | --------------------------------------- | --------------------------------------- | -------------------------------------- | ---------------------------------------- | ---------------- | ----- |
| Ігор Рейзлін Київ                  | індивідуальна шпага  | 6        | Н/Д                         | Н/Д                                         | Н/Д                                           | Роман Александров (UZB) (59) Перемога 12-9 | Трістан Тулен (NED) (27) Перемога 13-12 | Мате Кох (HUN) (11) Перемога 15-10      | Фон Хой Сунь (HKG) (30) Перемога 14-13 | Кадзуясу Мінобе (JPN) (31) Поразка 12-13 | Завершив виступ  | 3     |
| Роман Свічкар Харківська область   | індивідуальна шпага  | 137→64   | 121 місце 2 В — 4 П 22 — 27 | Аксель Маттсон (SWE) (56) Перемога 15-3     | Хесус Лімардо (VEN) (73) Перемога 15-14       | Ромен Каннон (FRA) (1) Поразка 12-15       | Завершив виступ                         | Завершив виступ                         | Завершив виступ                        | Завершив виступ                          | Завершив виступ  | 64    |
| Ян Сич Київ                        | індивідуальна шпага  | 72→53    | 58 місце 4 В — 2 П 22 — 17  | Габріель Луго (VEN) (117) Перемога 15-12    | Хосе Фелікс Домінгес (ARG) (53) Перемога 15-8 | Макс Хайнцер (SUI) (11) Поразка 14-15      | Завершив виступ                         | Завершив виступ                         | Завершив виступ                        | Завершив виступ                          | Завершив виступ  | 53    |
| Володимир Станкевич Київ           | індивідуальна шпага  | 38→37    | 22 місце 5 В — 1 П 26 — 14  | Н/Д                                         | Франциско Лімардо (VEN) (91) Перемога 15-14   | Тібор Андрасфі (HUN) (28) Перемога 15-9    | Рубен Лімардо (VEN) (5) Перемога 15-11  | Нейссер Лойола (BEL) (11) Поразка 13-14 | Завершив виступ                        | Завершив виступ                          | Завершив виступ  | 15    |
| Ростислав Герцик Львівська область | індивідуальна рапіра | 107      | 91 місце 2 В — 3 П 16 — 22  | Мартіно Мінуто (TUR) (86) Поразка 14-15     | Завершив виступ                               | Завершив виступ                            | Завершив виступ                         | Завершив виступ                         | Завершив виступ                        | Завершив виступ                          | Завершив виступ  | 111   |
| Даниїл Гойда Київ                  | індивідуальна рапіра | 32       | 16 місце 5 В — 1 П 27 — 16  | Н/Д                                         | Н/Д                                           | Алекс Тофалідес (CYP) (33) Перемога 15-10  | Чхьон Кха Лонг (HKG) (1) Поразка 11-15  | Завершив виступ                         | Завершив виступ                        | Завершив виступ                          | Завершив виступ  | 26    |
| Андрій Погребняк Київ              | індивідуальна рапіра | 75       | 58 місце 3 В — 2 П 20 — 15  | Теун Янс Кохнеке (NED) (118) Перемога 15-6  | Матьйо Нійс (BEL) (54) Перемога 15-7          | Енцо Лефор (FRA) (10) Поразка 2-15         | Завершив виступ                         | Завершив виступ                         | Завершив виступ                        | Завершив виступ                          | Завершив виступ  | 54    |
| Клод Юнес Львівська область        | індивідуальна рапіра | 43       | 27 місце 4 В — 1 П 21 — 11  | Н/Д                                         | Мартіно Мінуто (TUR) (86) Перемога 15-11      | Ха Тхе Гю (KOR) (26) Перемога 15-12        | Мохамед Хамза (EGY) (7) Поразка 10-15   | Завершив виступ                         | Завершив виступ                        | Завершив виступ                          | Завершив виступ  | 29    |
| Василь Гумен Київ                  | індивідуальна шабля  | 40→37    | 24 місце 5 В — 1 П 25 — 18  | Н/Д                                         | Сантьяго Мадрігал (ESP) (99) Перемога 15-7    | Муса Аймуратов (UZB) (28) Поразка 13-15    | Завершив виступ                         | Завершив виступ                         | Завершив виступ                        | Завершив виступ                          | Завершив виступ  | 46    |
| Богдан Платонов Черкаська область  | індивідуальна шабля  | 77       | 61 місце 3 В — 2 П 18 — 18  | Барнаті Голлівелл (GBR) (116) Перемога 15-4 | Шимон Грицюк (POL) (52) Поразка 10-15         | Завершив виступ                            | Завершив виступ                         | Завершив виступ                         | Завершив виступ                        | Завершив виступ                          | Завершив виступ  | 81    |
| Юрій Цап Миколаївська область      | індивідуальна шабля  | 53→49    | 37 місце 4 В — 2 П 24 — 17  | Н/Д                                         | Абдаллах Тахла (JOR) (76) Перемога 15-7       | Мохамед Амер (EGY) (16) Перемога 15-12     | Кім Джун Хо (KOR) (17) Поразка 12-15    | Завершив виступ                         | Завершив виступ                        | Завершив виступ                          | Завершив виступ  | 32    |
| Андрій Ягодка Одеська область      | індивідуальна шабля  | 36       | 20 місце 5 В — 1 П 25 — 13  | Н/Д                                         | Дан Вей Зюо (SGP) (93) Перемога 15-9          | Кайто Стрітс (JPN) (29) Перемога 15-13     | О Сан Ук (KOR) (4) Поразка 2-15         | Завершив виступ                         | Завершив виступ                        | Завершив виступ                          | Завершив виступ  | 26    |

Командні змагання
| Спортсмен | Вид зброї      | № посіву | Раунд 1/16 | Раунд 1/8 | Чвертьфінал | Півфінал | Фінал | Місце |
| Спортсмен | Вид зброї      | № посіву | Суперник Рахунок | Суперник Рахунок | Суперник Рахунок | Суперник Рахунок | Суперник Рахунок | Місце |
| --- | -------------- | -------- | --- | --- | --- | --- | --- | ----- |
| Нікіта Кошман КиївРоман Свічкар Харківська областьЯн Сич КиївВолодимир Станкевич Київ                        | команда шпага  | 4        | Австрія (29) Перемога 45-39 Сич 3 - 3 Махрінгер Свічкар 1 - 5 Біро Станкевич 8 - 7 Шунманн Кошман 1 - 5 Махрінгер Сич 8 - 1 Шунманн Станкевич 7 - 6 Біро Свічкар 7 - 2 Шунманн Станкевич 5 - 2 Махрінгер Сич 5 - 8 Біро | Іспанія (13) Перемога 42-37 Свічкар 2 - 2 Ромеро Сич 2 - 5 Гавальда Станкевич 6 - 2 Гоннель Свічкар 0 - 4 Гавальда Станкевич 7 - 9 Ромеро Кошман 7 - 5 Гоннель Станкевич 4 - 0 Гавальда Свічкар 3 - 4 Баргуес Кошман 11 - 6 Ромеро            | Італія (5) Поразка 39-45 Кошман 3 - 2 Вісмара Сич 2 - 2 Де Веролі Свічкар 1 - 4 Сантареллі Сич 3 - 4 Вісмара Кошман 4 - 5 Сантареллі Свічкар 7 - 5 Де Веролі Сич 7 - 8 Сантареллі Свічкар 4 - 3 Вісмара Кошман 8 - 12 Де Веролі  | КНР (9) Поразка 40-45 Сич 5 - 3 Мінхао Кошман 5 - 6 Ліу Свічкар 2 - 6 Цзіцзє Сич 6 - 5 Ліу Свічкар 0 - 5 Мінхао Кошман 2 - 5 Цзіцзє Свічкар 9 - 4 Ліу Сич 5 - 6 Цзіцзє Кошман 6 - 5 Мінхао                                        | Південна Корея (2) Поразка 39-45 Кошман 4 - 3 Пак Сан Йон Сич 4 - 3 Сон Тхе Цзінь Свічкар 3 - 3 Кім Меонг Кі Кошман 4 - 4 Сон Тхе Цзінь Свічкар 2 - 1 Пак Сан Йон Сич 4 - 8 Кім Меонг Кі Свічкар 5 - 3 Сон Тхе Цзінь Кошман 2 - 4 Кім Меонг Кі Сич 11 - 16 Пак Сан Йон | 8     |
| Ростислав Герцик Львівська областьДаниїл Гойда КиївАндрій Погребняк КиївКлод Юнес Львівська область          | команда рапіра | 12       | Сінгапур (21) Перемога 45-37 Юнес 5 - 0 Робсон Герцик 5 - 3 Нео Погребняк 5 - 4 Чіу Герцик 5 - 4 Робсон Клод 4 - 6 Чіу Погребняк 4 - 7 Нео Герцик 4 - 5 Чіу Погребняк 3 - 5 Робсон Юнес 10 - 3 Нео                      | Єгипет (5) Поразка 25-45 Гойда 5 - 4 Абуелькассем Юнес 5 - 2 Хассан Герцик 3 - 4 Хамза Гойда 2 - 7 Хассан Герцик 3 - 7 Абуелькассем Юнес 2 - 6 Хамза Герцик 3 - 5 Хассан Гойда 0 - 5 Хамза Юнес 2 - 5 Абуелькассем                            | Велика Британія (13) Перемога 44-40 Герцик 1 - 1 Мепстед Юнес 9 - 5 Де Альмейда Гойда 5 - 5 Арчер Герцик 5 - 2 Девіс Погребняк 2 - 3 Мепстед Юнес 8 - 6 Арчер Погребняк 4 - 11 Де Альмейда Герцик 2 - 3 Арчер Юнес 8 - 4 Мепстед | Польща (8) Поразка 29-44 Юнес 5 - 4 Сіесс Гойда 0 - 6 Ржадковський Герцик 4 - 5 Войтковяк Гойда 2 - 5 Сіесс Юнес 1 - 5 Войтковяк Погребняк 4 - 5 Ржадковський Гойда 3 - 5 Войтковяк Погребняк 2 - 5 Сіесс Юнес 8 - 4 Ржадковський | Австрія (22) Перемога 45-32 Юнес 5 - 3 Лехнер Гойда 5 - 3 Еттельт Погребняк 5 - 1 Рейхецер Гойда 5 - 10 Лехнер Юнес 5 - 1 Рейхецер Погребняк 5 - 3 Еттельт Гойда 5 - 6 Посчарнінг Погребняк 5 - 3 Лехнер Юнес 5 - 2 Еттельт                                            | 11    |
| Василь Гумен КиївБогдан Платонов Черкаська областьЮрій Цап Миколаївська областьАндрій Ягодка Одеська область | команда шабля  | 16       | Польща (17) Перемога 45-27 Гумен 5 - 4 Качковський Ягодка 3 - 6 Грицюк Цап 7 - 1 Щепанюк Гумен 5 - 2 Грицюк Цап 5 - 1 Качковський Ягодка 5 - 2 Щепанюк Цап 5 - 2 Грицюк Гумен 5 - 2 Стасяк Ягодка 5 - 7 Качковський     | Південна Корея (1) Поразка 30-45 Гумен 5 - 4 Кім Джун Хо Цап 5 - 3 О Сан Ук Ягодка 5 - 2 Ку Бон Гіль Цап 4 - 11 Кім Джун Хо Гумен 3 - 5 Ку Бон Гіль Ягодка 1 - 5 О Сан Ук Цап 6 - 5 Ку Бон Гіль Ягодка 1 - 5 Кім Джун Хо Гумен 0 - 5 О Сан Ук | Японія (8) Перемога 45-43 Ягодка 5 - 3 Кокубо Гумен 5 - 5 Йошіда Платонов 5 - 6 Хошіно Ягодка 5 - 2 Йошіда Платонов 3 - 9 Кокубо Гумен 1 - 5 Хошіно Цап 7 - 5 Стрітс Ягодка 10 - 4 Хошіно Гумен 5 - 4 Кокубо                     | США (5) Поразка 28-45 Ягодка 4 - 5 Дершвіц Гумен 3 - 5 Скіті Платонов 5 - 5 Гомер Ягодка 5 - 5 Скіті Платонов 3 - 5 Дершвіц Гумен 4 - 5 Гомер Платонов 3 - 5 Скіті Ягодка 0 - 5 Гомер Гумен 1 - 5 Дершвіц                         | Колумбія (22) Перемога 45-36 Ягодка 5 - 1 Кореа Цап 5 - 5 Паласійос Платонов 5 - 2 Куеллар Ягодка 5 - 1 Паласійос Платонов 5 - 2 Кореа Цап 5 - 6 Куеллар Платонов 5 - 2 Паласійос Гумен 5 - 11 Куеллар Цап 5 - 6 Кореа                                                 | 11    |

### Жінки
Особисті змагання
| Спортсмен                          | Вид зброї            | № посіву | Груповий етап              | Раунд 1/128                                    | Раунд 1/64                                  | Раунд 1/32                                       | Раунд 1/16                               | Раунд 1/8        | Чвертьфінал      | Півфінал         | Фінал            | Місце |
| Спортсмен                          | Вид зброї            | № посіву | Груповий етап              | Суперник Рахунок                               | Суперник Рахунок                            | Суперник Рахунок                                 | Суперник Рахунок                         | Суперник Рахунок | Суперник Рахунок | Суперник Рахунок | Суперник Рахунок | Місце |
| ---------------------------------- | -------------------- | -------- | -------------------------- | ---------------------------------------------- | ------------------------------------------- | ------------------------------------------------ | ---------------------------------------- | ---------------- | ---------------- | ---------------- | ---------------- | ----- |
| Інна Бровко Київ                   | індивідуальна шпага  | 73       | 57 місце 4 В — 2 П 20 — 18 | Ніколь Ліксандру (ESP) (120) Перемога 15-9     | Ельвіра Мертенссон (SWE) (56) Поразка 14-15 | Завершила виступ                                 | Завершила виступ                         | Завершила виступ | Завершила виступ | Завершила виступ | Завершила виступ | 79    |
| Юлія Свистіль Львівська область    | індивідуальна шпага  | 35→34    | 19 місце 5 В — 1 П 29 — 21 | Н/Д                                            | Вероніка Ройкова (UZB) (99) Перемога 15-10  | Крістіна Константінеску (ROU) (31) Перемога 15-8 | Сон Се Ра (KOR) (2) Поразка 10-15        | Завершила виступ | Завершила виступ | Завершила виступ | Завершила виступ | 27    |
| Влада Харькова Київ                | індивідуальна шпага  | 29       | 13 місце 5 В — 1 П 26 — 14 | Н/Д                                            | Н/Д                                         | Нодзомі Сато (JPN) (36) Перемога 15-14           | Росселла Ф'ямінго (ITA) (4) Поразка 9-15 | Завершила виступ | Завершила виступ | Завершила виступ | Завершила виступ | 24    |
| Яна Шемякіна Київ                  | індивідуальна шпага  | 47→44    | 31 місце 4 В — 1 П 20 — 11 | Н/Д                                            | Вірджинія Ромео (SUI) (82) Перемога 14-13   | Кінга Надь (HUN) (21) Перемога 15-13             | Неллі Діфферт (EST) (11) Поразка 9-15    | Завершила виступ | Завершила виступ | Завершила виступ | Завершила виступ | 31    |
| Крістіна Петрова Київ              | індивідуальна рапіра | 64→54    | 48 місце 3 В — 3 П 22 — 17 | Н/Д                                            | Аранца Іностороза (CHI) (65) Перемога 15-13 | Анна Сауер (GER) (11) Поразка 6-15               | Завершила виступ                         | Завершила виступ | Завершила виступ | Завершила виступ | Завершила виступ | 54    |
| Аліна Полозюк Миколаївська область | індивідуальна рапіра | 19       | 3 місце 6 В — 0 П 30 — 11  | Н/Д                                            | Н/Д                                         | Уміда Ільясова (UZB) (46) Перемога 15-3          | Марія Болдор (ROU) (51) Поразка 7-15     | Завершила виступ | Завершила виступ | Завершила виступ | Завершила виступ | 23    |
| Ольга Сопіт Київ                   | індивідуальна рапіра | 83→62    | 67 місце 2 В — 4 П 18 — 22 | Н/Д                                            | Дора Лупкович (HUN) (46) Перемога 15-12     | Елеанор Гарві (CAN) (3) Поразка 7-11             | Завершила виступ                         | Завершила виступ | Завершила виступ | Завершила виступ | Завершила виступ | 62    |
| Катерина Ченцова Київ              | індивідуальна рапіра | 45       | 28 місце 4 В — 2 П 26 — 15 | Н/Д                                            | Меліна Келугеряну (ROU) (84) Поразка 9-15   | Завершила виступ                                 | Завершила виступ                         | Завершила виступ | Завершила виступ | Завершила виступ | Завершила виступ | 66    |
| Юлія Бакастова Київ                | індивідуальна шабля  | 20       | 4 місце 6 В — 0 П 30 — 11  | Н/Д                                            | Н/Д                                         | Саммер Фай Сіт (HKG) (45) Перемога 15-5          | Сара Нутха (FRA) (13) Поразка 5-15       | Завершила виступ | Завершила виступ | Завершила виступ | Завершила виступ | 19    |
| Олена Вороніна Київ                | індивідуальна шабля  | 95       | 79 місце 2 В — 4 П 22 — 26 | Франциска Танзмайстер (CAN) (98) Перемога 15-7 | Сабіна Мартіс (USA) (34) Поразка 9-15       | Завершила виступ                                 | Завершила виступ                         | Завершила виступ | Завершила виступ | Завершила виступ | Завершила виступ | 93    |
| Олена Кравацька Одеська область    | індивідуальна шабля  | 62→50    | 46 місце 3 В — 2 П 23 — 14 | Н/Д                                            | Маріса Понніх (CAN) (67) Перемога 15-4      | Мартіна Крісціо (ITA) (15) Поразка 10-15         | Завершила виступ                         | Завершила виступ | Завершила виступ | Завершила виступ | Завершила виступ | 52    |
| Ольга Харлан Київ                  | індивідуальна шабля  | 18       | 2 місце 6 В — 0 П 30 — 7   | Н/Д                                            | Н/Д                                         | Тетяна Низлимов (USA) (47) Перемога 15-6         | Мартіна Крісціо (ITA) (15) Поразка 14-15 | Завершила виступ | Завершила виступ | Завершила виступ | Завершила виступ | 18    |

Командні змагання
| Спортсмен                                                                                    | Вид зброї       | № посіву | Раунд 1/16 | Раунд 1/8 | Чвертьфінал | Півфінал | Фінал | Місце |
| Спортсмен                                                                                    | Вид зброї       | № посіву | Суперник Рахунок | Суперник Рахунок | Суперник Рахунок | Суперник Рахунок | Суперник Рахунок | Місце |
| -------------------------------------------------------------------------------------------- | --------------- | -------- | --- | --- | --- | --- | --- | ----- |
| Інна Бровко КиївЮлія Свистіль Львівська областьВлада Харькова КиївЯна Шемякіна Київ          | команда шпага   | 14       | Швеція (19) Перемога 45-34 Харькова 3 - 5 Маретенсон Свистіль 4 - 2 Франссон Шемякіна 3 - 2 Мумм Свистіль 3 - 4 Маретенсон Харькова 5 - 3 Мумм Шемякіна 8 - 4 Франссон Свистіль 6 - 5 Мумм Бровко 8 - 5 Маретенсон Харькова 5 - 4 Франссон          | Естонія (3) Перемога 44-42 Шемякіна 3 - 4 Ембріх Харькова 7 - 3 Кірпу Свистіль 5 - 6 Діфферт Шемякіна 5 - 6 Кірпу Свистіль 2 - 5 Ембріх Харькова 6 - 1 Діфферт Свистіль 1 - 4 Кірпу Шемякіна 4 - 4 Діфферт Харькова 11 - 9 Ембріх | Франція (6) Поразка 39-45 Харькова 1 - 4 Кандассамі Бровко 5 - 5 Малло Шемякіна 2 - 3 Рембі Бровко 5 - 3 Кандассамі Харькова 2 - 4 Рембі Шемякіна 8 - 8 Малло Бровко 6 - 3 Рембі Шемякіна 2 - 2 Кандассамі Свистіль 8 - 13 Малло | Швейцарія (10) Поразка 39-45 Харькова 5 - 1 Фавр Бровко 3 - 7 Браннер Шемякіна 3 - 3 Мошлін Бровко 3 - 5 Фавр Харькова 9 - 6 Мошлін Шемякіна 3 - 8 Браннер Свистіль 1 - 5 Мошлін Шемякіна 6 - 5 Фавр Харькова 6 - 5 Браннер | Гонконг (9) Поразка 37-44 Шемякіна 2 - 5 Конг Харькова 5 - 1 Монг Свистіль 0 - 3 Сін Янь Шемякіна 5 - 6 Монг Свистіль 2 - 3 Конг Харькова 5 - 5 Сін Янь Свистіль 5 - 6 Монг Бровко 3 - 4 Сін Янь Харькова 10 - 11 Конг             | 8     |
| Крістіна Петрова КиївАліна Полозюк Миколаївська областьОльга Сопіт КиївКатерина Ченцова Київ | командна рапіра | 14       | Чилі (19) Перемога 45-18 Сопіт 5 - 3 Проестакіс Полозюк 5 - 1 Сантібаньєс Петрова 5 - 3 Іностроза Сопіт 5 - 1 Сантібаньєс Петрова 5 - 1 Проестакіс Полозюк 5 - 2 Іностроза Ченцова 5 - 0 Сантібаньєс Сопіт 5 - 3 Іностроза Полозюк 5 - 4 Проестакіс | США (3) Поразка 22-45 Полозюк 1 - 3 Дубрович Сопіт 1 - 7 Кіфер Ченцова 4 - 2 Вейнтрауб Сопіт 5 - 4 Дубрович Полозюк 2 - 0 Вейнтрауб Ченцова 4 - 13 Кіфер Сопіт 0 - 6 Вейнтрауб Ченцова 3 - 5 Дубрович Полозюк 2 - 5 Кіфер         | Угорщина (6) Поразка 32-45 Полозюк 3 - 0 Кондріч Ченцова 6 - 6 Лупкович Петрова 1 - 9 Паштор Полозюк 1 - 5 Лупкович Сопіт 1 - 5 Кондріч Ченцова 2 - 5 Паштор Сопіт 7 - 5 Лупкович Полозюк 9 - 3 Паштор Ченцова 2 - 7 Кондріч     | Сінгапур (15) Поразка 42-45 Полозюк 4 - 3 Вонг Сопіт 4 - 7 Бертьє Ченцова 7 - 2 Чун Сопіт 5 - 6 Вонг Полозюк 5 - 2 Чун Ченцова 5 - 3 Бертьє Сопіт 4 - 12 Чун Ченцова 1 - 5 Вонг Полозюк 7 - 5 Бертьє                        | Мексика (21) Перемога 45-35 Петрова 5 - 1 Ернандес Полозюк 5 - 2 Оцегуера Сопіт 4 - 8 Мішель Петрова 4 - 9 Оцегуера Ченцова 4 - 3 Ернандес Полозюк 6 - 4 Мішель Ченцова 6 - 4 Оцегуера Петрова 6 - 4 Мішель Полозюк 5 - 0 Ернандес | 15    |
| Юлія Бакастова КиївОлена Вороніна КиївОлена Кравацька Одеська областьОльга Харлан Київ       | командна шабля  | 14       | Греція (19) Поразка 35-45 Харлан 5 - 1 Георгіаду Кравацька 1 - 9 Гунтура Бакастова 5 - 5 Паїзі Кравацька 3 - 5 Георгіаду Харлан 9 - 5 Паїзі Бакастова 3 - 5 Гунтура Кравацька 3 - 5 Паїзі Бакастова 0 - 5 Георгіаду Харлан 6 - 5 Гунтура            | Завершили виступ | Завершили виступ | Завершили виступ | Завершили виступ | 17    |